# Jaque mate (película)
Jaque mate (título original: Checkmate) es una película estadounidense de acción, suspenso y crimen de 2015, dirigida por Timothy Woodward Jr., escrita por Calvin Cox Jr., Jennifer Deror y Henry Mitchell, musicalizada por Sid De La Cruz, en la fotografía estuvo Jonathan Mariande y los protagonistas son Danny Glover, Vinnie Jones y Sean Astin, entre otros. El filme fue realizado por Status Media & Entertainment y Puppy Entertainment; se estrenó el 3 de julio de 2015.

## Sinopsis
Los caminos de seis individuos se entrecruzan en el robo a un banco. Esto tal vez es una casualidad, o quizás, solo son pequeñas piezas de un gran rompecabezas.